# Tommy Ramdhan
Tommy Ramdhan (ur. 28 listopada 1996) – brytyjski lekkoatleta, specjalista od biegów sprinterskich. 
Mistrz Europy juniorów w biegu na 200 metrów (2015).

## Osiągnięcia
| Rok  | Impreza                     | Miejsce    | Konkurencja        | Lokata     | Wynik         |
| ---- | --------------------------- | ---------- | ------------------ | ---------- | ------------- |
| 2015 | Mistrzostwa Europy juniorów | Eskilstuna | bieg na 200 m      | 1. miejsce | 20,57w        |
| 2022 | Mistrzostwa Europy          | Monachium  | sztafeta 4 × 100 m | 1. miejsce | 37,67 (elim.) |

## Rekordy życiowe
- Bieg na 60 metrów (hala) – 6,70 (2016)
- Bieg na 100 metrów – 10,16 (2021)
- Bieg na 200 metrów – 20,34 (2021)